# Мисс мира 2015
Мисс Мира 2015 (англ. Miss World 2015) — 65-й ежегодный конкурс красоты. Проводился в Crown of Beauty Theatre, Санья, Китай. Победительницей стала представительница Испании, Мирея Лалагуна.

## Результаты

### Итоговые места
| Final results  | Участницы |
| Мисс Мира 2015 | - Испания — Мирея Лалагуна |
| 1-я Вице Мисс  | - Россия — София Никитчук |
| 2-я Вице Мисс  | - Индонезия — Мария Харфанти |
| Топ 5          | - Ямайка — Саннета Майри - Ливан — Валери Абу Чакра |
| Топ 11         | - Австралия — Тесс Александер - Франция — Хинарере Тапуту - Гайана — Лиза Панч - Филиппины — Хиллари Парунгао - ЮАР — Лисл Лаури - Вьетнам — Чан Нгок Лан Кхуэ § |
| Топ 21         | - Бразилия — Катарина Чхве Нунис (Чхве Сонъи) - Китай — Юань Лу - Эквадор — Камила Мараньон - Казахстан — Регина Вандышева - Нидерланды — Маргот Ханекамп - Новая Зеландия — Дебора Ламби - Северная Ирландия — Лианн МакДауэлл - Польша — Марта Палуцка - Шотландия — Майра Фергуссон - Южный Судан — Аджаа Мончол |

§ Победительница Зрительских симпатий

### Континентальные Королевы красоты
| Континентальная группа | Участница                    |
| Африка                 | - ЮАР — Liesl Laurie         |
| Америка                | - Бразилия — Catharina Choi  |
| Азия                   | - Индонезия — Maria Harfanti |
| Карибы                 | - Ямайка — Sanneta Myrie     |
| Европа                 | - Испания — Mireia Lalaguna  |
| Океания                | - Австралия — Tess Alexander |

## Спортивные мероприятия

### Beauty With a Purpose
| Финальные результаты | Участница |
| Победительница       | - Индонезия — Maria Harfanti |
| Топ 10               | - Эквадор — Camila Marañón - Сальвадор — Marcela Santamaria - Гайана — Lisa Punch - Непал — Evana Manandhar - Никарагуа — Stefanía Alemántanz - Россия — Sofia Nikitchuk - Самоа — Latafale Auva’a - Танзания — Lilian Kamazima - Замбия — Annie-Grace Farayi Mutambu |

### Мультимедия
| Финальные результаты | Участница                                                                                             |
| Победительница       | - Филиппины — Hillarie Parungao                                                                       |
| Топ 5                | - Гайана — Lisa Punch - Индия — Aditi Arya - Ямайка — Sanneta Myrie - Новая Зеландия — Deborah Lambie |

### Спорт и Финтес
| Финальные результаты | Участница |
| Победительница       | - Намибия — Стеффи ван Вык |
| 1-я Вице Мисс        | - Сейшельские Острова — Линн Фриминот |
| 2-я Вице Мисс        | - Гуам — Ария Перез-Тейзен |
| 3-я Вице Мисс        | - Казахстан — Регина Вандышева |
| 4-я Вице Мисс        | - Самоа — Латафале Ауваа |
| Топ 24               | Жёлтая команда: - Чехия — Andrea Kalousová - Бермуды — Alyssa Rose - Кюрасао — Alexandra Krijger - Австралия — Tess Alexander - Дания — Jessica Hvirvelkær - Ботсвана — Seneo Mabengano Синяя команда： - Фиджи — Brittany Hazelman - Франция — Hinarere Taputu - Доминиканская Республика — Cynthia Núñez - Эфиопия — Kisanet Teklehaimanot Оранжевая команда： - Новая Зеландия — Deborah Lambie - Сербия — Marija Ćetković - Норвегия — Fay Teresa Vålbekk - Кения — Cherry Mwangi - Никарагуа — Stefanía Alemán Красная команда： - Испания — Mireia Lalaguna - Турция — Ecem Çirpan - ЮАР — Liesl Laurie - Шотландия — Mhairi Fergusson |

### Таланты
| Финальные результаты | Участницы |
| Победительница       | - Гайана — Лиза Панч |
| 1-я Вице Мисс        | - Малайзия — Бринн Ловетт |
| 2-я Вице Мисс        | - Ямайка — Санетта Мири |
| 3-я Вице Мисс        | - Парагвай — Джиованна Кордейро |
| 4-я Вице Мисс        | - Самоа — Латафал Ауваа |
| Топ 13               | - Австралия — Tess Alexander - Бермуды — Alyssa Rose - Виргинские Острова (Великобритания) — Sasha Wintz - Кюрасао — Alexandra Krijger - Англия — Natasha Hemmings - Индонезия — Maria Harfanti - Таиланд — Thanyachanok Mooninta - Уэльс — Emma Jenkins |

### Топ модель
| Финальные результаты | Участницы |
| Победительница       | - Испания — Mireia Lalaguna Royo |
| Топ 5                | - Франция — Hinarere Taputu - Италия — Greta Galassi - Пуэрто-Рико — Keysi Vargas - Россия — София Никитчук |
| Топ 30               | - Албания — Kristina Bakiu - Аргентина — Daniela Mirón - Австралия — Tess Alexander - Австрия — Annika Grill - Бразилия — Catharina Choi - Камерун — Jessica Ngoua - Китай — Yuan Lu - Кот-д’Ивуар — Andréa N’Guessan - Эфиопия — Kisanet Teklehaimanot - Грузия — Nuka Karalashvili - Гондурас — Gabriela Salazar - Индия — Aditi Arya - Ирландия — Sacha Livingstone - Япония — Chika Nakagawa - Казахстан — Регина Вандышева - Ливан — Valerie Abou Chacra - Нидерланды — Margot Hanekamp - Парагвай — Giovanna Cordeiro - Филиппины — Hillarie Danielle Parungao - Польша — Marta Pałucka - ЮАР — Liesl Laurie - Южный Судан — Ajaa Monchol - Швеция — Natalia Fogelund - Венесуэла — Anyela Galante - Вьетнам — Trần Ngọc Lan Khuê |

## Награды

### Выбор зрителей
| Финальные результаты | Участницы |
| Победительницы       | - Вьетнам — Чан Нгок Лан Кхуэ |
| Топ 5                | - Франция — Инарер Тапуту - Индия — Адити Арья - Ливан — Валери Абу Чакра - Таиланд — Тхунчанок Муннилта |
| Топ 10               | - Камерун — Джессика Нгуа - Эквадор — Камила Мараньон - Филиппины — Хиллари Парунгао - Россия — София Никитчук - Венесуэла — Аньела Галанте |
| Топ 25               | - Австралия — Тесс Александер - Багамские Острова — Шантель О’Брайан - Белиз — Хасмин Хаэль Рамдас - Бразилия — Катарина Чхве - Колумбия — Мария Алехандра Лопес - Кот-д’Ивуар — Андрэ Н’Гуэссан - Сальвадор — Марсела Сантамария - Фиджи — Бриттани Хазелман - Габон — Рейне Нготала - Индонезия — Мария Харфанти - Ямайка — Саннета Мири - Казахстан — Регина Вандышева - Мексика — Ямелин Рамирес - Самоа — Латафале Ауваа - ЮАР — Лизл Лаури |

### World Fashion Designer Dresses
| Финальные результаты | Участницы |
| Победительница       | - Вьетнам — Тран Нгок Лан Ку |
| Топ 10               | - Босния и Герцеговина — Marijana Marković - Бразилия — Catharina Choi - Кот-д’Ивуар — Andréa N’Guessan - Гваделупа — Arlène Tacite - Индия — Aditi Arya - Индонезия — Maria Harfanti - Италия — Greta Galassi - Монголия — Anu Namshiryn - Пуэрто-Рико — Keysi Vargas |

### Топ
Топ 20
| 1. Россия 2. Индонезия 3. Филиппины 4. Ямайка 5. Гайана 6. Франция 7. Ливан 8. ЮАР 9. Испания 10. Австралия 11. Нидерланды 12. Бразилия 13. Казахстан 14. Польша 15. Новая Зеландия 16. Китай 17. Южный Судан 18. Шотландия 19. Эквадор 20. Северная Ирландия |

Топ 11
| 1. Россия 2. Филиппины 3. Гайана 4. Ливан 5. Испания 6. Австралия 7. ЮАР 8. Франция 9. Ямайка 10. Индонезия 11. Вьетнам |

Топ 5
1. Испания
2. Россия
3. Индонезия
4. Ливан
5. Ямайка

## Танцы Мира
| Участница |
| - Китай — Yuan Lu - Парагвай — Giovanna Cordeiro - Самоа — Latafale Auva’a - Непал — Evana Manandhar - Замбия — Michelo Malambo - Словакия — Lujza Straková - Франция — Hinarere Taputu |

## Судьи
- Джулия Морли
- Майк Диксон
- Кен Уорвик
- Эндрю Минарик
- Донна Уолш
- Лилиана Танусудибджо
- Линда Петурсдоуттир — Мисс Мира 1988
- Агбани Дарего — Мисс Мира 2001
- Азра Акын — Мисс Мира 2002
- Чжан Цзылинь — Мисс Мира 2007
- Ксения Сухинова — Мисс Мира 2008

## Фоновая музыка
- Юй Вэнься
- The Wholls
- Julian Believe

## Участницы
Список из участниц.
| Страна                              | Участница                  | Возраст | Рост | Родной город/регион      |
| ----------------------------------- | -------------------------- | ------- | ---- | ------------------------ |
| Албания                             | Kristina Bakiu             | 20      | 1.77 | Тирана                   |
| Аргентина                           | Daniela Mirón              | 22      | 1.80 | Маларгуз                 |
| Аруба                               | Nicole Van Tellingen       | 20      | 1.75 | Ораньестад               |
| Австралия                           | Tess Alexander             | 24      | 1.75 | Брисбен                  |
| Австрия                             | Annika Grill               | 21      | 1.77 | Гмунден                  |
| Багамские Острова                   | Chantel O’Brian            | 21      | 1.71 | Нассау                   |
| Бельгия                             | Leylah Alliët              | 24      | 1.71 | Руселаре                 |
| Белиз                               | Jasmin Jael Rhamdas        | 19      | 1.73 | Бельмопан                |
| Бермуды                             | Alyssa Rose                | 22      | 1.62 | Гамильтон                |
| Боливия                             | Vivian Serrano             | 22      | 1.75 | Санта-Крус-де-ла-Сьерра  |
| Босния и Герцеговина                | Marijana Marković          | 20      | 1.75 | Прнявор                  |
| Ботсвана                            | Seneo Mabengano            | 19      | 1.76 | Селеби-Пхикве            |
| Бразилия                            | Catharina Choi Nunes       | 25      | 1.76 | Сан-Паулу                |
| Виргинские Острова (Великобритания) | Sasha Wintz                | 18      | 1.73 | Тортола                  |
| Болгария                            | Veneta Krasteva            | 23      | 1.73 | София                    |
| Камерун                             | Jessica Ngoua              | 24      | 1.80 | Дуала                    |
| Чили                                | Fernanda Sobarzo           | 20      | 1.71 | Сантьяго                 |
| Китай                               | Yuan Lu                    | 21      | 1.77 | Шанхай                   |
| Колумбия                            | María Alejandra López      | 21      | 1.78 | Перейра                  |
| Коста-Рика                          | Angélica Reyes             | 20      | 1.70 | Сан-Хосе                 |
| Кот-д’Ивуар                         | Andréa N’Guessan           | 22      | 1.80 | Ямусукро                 |
| Хорватия                            | Maja Spahija               | 22      | 1.78 | Шибеник                  |
| Кюрасао                             | Alexandra Krijger          | 18      | 1.70 | Виллемстад               |
| Кипр                                | Rafaela Charalampous       | 25      | 1.73 | Никосия                  |
| Чехия                               | Andrea Kalousová           | 19      | 1.73 | Яромерж                  |
| Дания                               | Jessica Hvirvelkær         | 18      | 1.78 | Орхус                    |
| Доминиканская Республика            | Cinthya Núñez              | 23      | 1.80 | Сан-Франсиско-де-Макорис |
| Эквадор                             | Camila Marañón             | 20      | 1.73 | Чоне                     |
| Сальвадор                           | Marcela Santamaria         | 24      | 1.73 | Сан-Сальвадор            |
| Англия                              | Natasha Hemmings           | 19      | 1.75 | Чешир                    |
| Эфиопия                             | Kisanet Teklehaimanot      | 21      | 1.80 | Адди-Грат                |
| Фиджи                               | Brittany Hazelman          | 24      | 1.80 | Сува                     |
| Финляндия                           | Carola Miller              | 24      | 1.81 | Хельсинки                |
| Франция                             | Hinarere Taputu            | 25      | 1.75 | Таити                    |
| Габон                               | Reine Ngotala              | 18      | 1.72 | Чибанга                  |
| Грузия                              | Nuka Karalashvili          | 24      | 1.78 | Тбилиси                  |
| Германия                            | Albijona Muharremaj        | 20      | 1.74 | Мюнхен                   |
| Гибралтар                           | Hannah Bado                | 22      | 1.72 | Гибралтар                |
| Гваделупа                           | Arlène Tacite              | 22      | 1.70 | Бас-Тер                  |
| Гуам                                | Aria Perez Theisen         | 19      | 1.73 | Барригада                |
| Гватемала                           | María José Larrañaga       | 24      | 1.70 | Гватемала                |
| Гвинея                              | Mama Aissata Diallo        | 19      | 1.74 | Конакри                  |
| Гайана                              | Lisa Punch                 | 24      | 1.73 | Джорджтаун               |
| Гаити                               | Seydina Allen              | 24      | 1.70 | Порт-о-Пренс             |
| Гондурас                            | Gabriela Salazar           | 24      | 1.75 | Тегусигальпа             |
| Венгрия                             | Daniella Kiss              | 21      | 1.71 | Баг                      |
| Исландия                            | Arna Ýr Jónsdóttir         | 20      | 1.69 | Коупавогюр               |
| Индия                               | Aditi Arya                 | 21      | 1.82 | Нью-Дели                 |
| Индонезия                           | Maria Harfanti             | 23      | 1.75 | Джокьякарта              |
| Ирландия                            | Sacha Livingstone          | 20      | 1.75 | Дублин                   |
| Италия                              | Greta Galassi              | 17      | 1.75 | Роверето                 |
| Ямайка                              | Sanneta Myrie              | 24      | 1.69 | Кингстон                 |
| Япония                              | Chika Nakagawa             | 20      | 1.73 | Ниигата                  |
| Казахстан                           | Регина Вандышева           | 22      | 1.75 | Алматы                   |
| Кения                               | Charity Mwangi             | 24      | 1.73 | Киямбу                   |
| Республика Корея                    | Jung Eun-ju                | 22      | 1.70 | Сеул                     |
| Кыргызстан                          | Tattybubu Samidin-Kyzy     | 20      | 1.72 | Ош                       |
| Латвия                              | Lāsma Zemene               | 20      | 1.70 | Рига                     |
| Ливан                               | Valerie Abou Chacra        | 23      | 1.73 | Бейрут                   |
| Лесото                              | Relebohile Kobeli          | 19      | 1.68 | Масеру                   |
| Северная Македония                  | Emilija Rozman             | 24      | 1.75 | Скопье                   |
| Малайзия                            | Brynn Lovett               | 22      | 1.70 | Бофорт                   |
| Мальта                              | Katrina Pavia              | 25      | 1.75 | Виктория                 |
| Маврикий                            | Aurellia Bégué             | 19      | 1.74 | Порт-Луи                 |
| Мексика                             | Yamelin Ramírez            | 22      | 1.72 | Навохоа                  |
| Молдова                             | Anastasia Iacub            | 19      | 1.75 | Бачой                    |
| Монголия                            | Anu Namshiryn              | 24      | 1.78 | Улан-Батор               |
| Черногория                          | Nataša Milosavljević       | 24      | 1.75 | Херцег-Нови              |
| Мьянма                              | Khin Thein Myint           | 24      | 1.75 | Мандалай                 |
| Намибия                             | Steffi Van Wyk             | 20      | 1.75 | Виндхук                  |
| Непал                               | Evana Manandhar            | 24      | 1.65 | Катманду                 |
| Нидерланды                          | Margot Hanekamp            | 19      | 1.76 | Nijkerk                  |
| Новая Зеландия                      | Deborah Lambie             | 25      | 1.76 | Окленд                   |
| Никарагуа                           | Stefanía Alemán            | 24      | 1.65 | Масатепе                 |
| Нигерия                             | Unoaku Anyadike            | 21      | 1.83 | Ибадан                   |
| Северная Ирландия                   | Leanne McDowell            | 19      | 1.73 | Кукстаун                 |
| Норвегия                            | Fay Teresa Vålbekk         | 23      | 1.70 | Осло                     |
| Панама                              | Diana Jaén                 | 24      | 1.74 | Пенономе                 |
| Парагвай                            | Giovanna Cordeiro          | 25      | 1.77 | Асунсьон                 |
| Перу                                | Karla Chocano              | 24      | 1.75 | Трухильо                 |
| Филиппины                           | Hillarie Danielle Parungao | 24      | 1.68 | Солано                   |
| Польша                              | Marta Pałucka              | 24      | 1.80 | Сопот                    |
| Португалия                          | Rafaela Pardete            | 24      | 1.73 | Сетубал                  |
| Пуэрто-Рико                         | Keysi Vargas               | 24      | 1.83 | Quebradillas             |
| Румыния                             | Natalia Onet               | 25      | 1.76 | Сату-Маре                |
| Россия                              | София Никитчук             | 22      | 1.77 | Екатеринбург             |
| Самоа                               | Latafale Auva’a            | 22      | 1.78 | Апиа                     |
| Шотландия                           | Mhairi Fergusson           | 21      | 1.75 | Стерлинг (Шотландия)     |
| Сербия                              | Marija Ćetković            | 20      | 1.78 | Нови-Сад                 |
| Сейшельские Острова                 | Linne Freminot             | 22      | 1.66 | Маэ                      |
| Сингапур                            | Charity Lu                 | 24      | 1.70 | Сингапур                 |
| Словакия                            | Lujza Straková             | 21      | 1.81 | Банска-Бистрица          |
| Словения                            | Mateja Kociper             | 24      | 1.70 | Марибор                  |
| ЮАР                                 | Liesl Laurie               | 24      | 1.70 | Йоханнесбург             |
| Южный Судан                         | Ajaa Monchol               | 23      | 1.86 | Джуба                    |
| Испания                             | Мирея Лалагуна             | 23      | 1.77 | Барселона                |
| Шри-Ланка                           | Thilini Amarasooriya       | 20      | 1.68 | Коломбо                  |
| Сент-Китс и Невис                   | Jackiema Flemming          | 22      | 1.63 | Бастер                   |
| Швеция                              | Natalia Fogelund           | 21      | 1.74 | Гётеборг                 |
| Танзания                            | Lilian Kamazima            | 19      | 1.73 | Аруша                    |
| Таиланд                             | Thunchanok Moonnilta       | 22      | 1.70 | Чиангмай                 |
| Тринидад и Тобаго                   | Kimberly Singh             | 21      | 1.65 | Порт-оф-Спейн            |
| Тунис                               | Marwa Heny                 | 24      | 1.72 | Сиди-Бузид               |
| Турция                              | Ecem Çirpan                | 19      | 1.85 | Сиди-Бузид               |
| Уганда                              | Zahara Nakiyaga            | 24      | 1.70 | Кампала                  |
| Украина                             | Khrystyna Stoloka          | 18      | 1.73 | Киев                     |
| США                                 | Victoria Mendoza           | 20      | 1.74 | Финикс                   |
| Уругвай                             | Sherika De Armas           | 18      | 1.76 | Монтевидео               |
| Виргинские Острова (США)            | Jahne Massac               | 19      | 1.68 | Сент-Томас               |
| Венесуэла                           | Anyela Galante             | 24      | 1.72 | Гуанаре                  |
| Вьетнам                             | Trần Ngọc Lan Khuê         | 23      | 1.78 | Хошимин                  |
| Уэльс                               | Emma Jenkins               | 24      | 1.75 | Лланелли                 |
| Замбия                              | Michelo Malambo            | 24      | 1.79 | Ндола                    |
| Зимбабве                            | Annie Mutambu              | 19      | 1.76 | Хараре                   |

## Заметки

### Вернулись
| Последний раз участвовали в 2013 году: - Ботсвана - Болгария - Чили - Гондурас - Казахстан - Северная Македония - Самоа - Сент-Китс и Невис - Замбия |

### Замены
- Албания
- Бразилия
- Болгария
- Франция
- Нидерланды
- Танзания
- Тунис
- Зимбабве

### Отказались
- Барбадос
- Беларусь
- Чад
- Египет
- Экваториальная Гвинея
- Гана
- Греция
- Гонконг
- Израиль
- Косово
- Литва
- Люксембург
- Мартиника
- Сан-Томе и Принсипи
- Швейцария

### Не участвовали
- Алжир
- Гвинея-Бисау

### Не смогли участвовать
- Канада

### Участие в других конкурсах красоты
| Мисс Вселенная - 2013: Болгария — Veneta Krasteva - 2016: Грузия — Nino Karalashvili (TBA) Мисс Вселенная - 2014: Португалия — Rafaela Pardete - 2013: Монголия — Anu Namshiryn - 2011: Сальвадор — Marcela Santamaría Мисс Земля - 2013: Бразилия — Catharina Choi (3-я Вице Мисс) - Республика Корея representative Miss Grand International - 2015: Болгария — Veneta Krasteva Miss European - 2010: Мальта — Katrina Pavia (Победительница) Miss United Continent - 2013: Гондурас — Gabriela Salazar Miss Italia nel Mondo - 2010: Боливия — Vivian Serrano (Топ 14) Miss Atlántico Internacional - 2014: Испания — Mireia Lalaguna Royo (Победительница) Miss All Nations - 2014: Португалия — Rafaela Pardete Miss Intercontinental - 2013: Грузия — Nino Karalashvili - 2014: Пуэрто-Рико — Keysi Vargas (Топ 16) - 2014: Германия — Albijona Muharremaj - Косовоs representative Miss Globe International - 2009: Северная Македония — Emilija Rozman - Словенияs representative - 2010: Мальта — Katrina Pavia - 2014: Боливия — Vivian Serrano (4-я Вице Мисс) World Miss University - 2014: Новая Зеландия — Deborah Lambie Princess of the World - 2009: Мальта — Katrina Pavia (2-я Вице Мисс) - 2014: Латвия — Lāsma Zemene - 2014: Гватемала — María José Larrañaga Reinado Internacional del Café - 2015: Никарагуа — Stefanía Alemán Miss Continentes Unidos - 2014: Гондурас — Gabriela Salazar Miss Exclusive of the World - 2015: Северная Македония — Emilija Rozman (4-я Вице Мисс) | Miss Model of the World - 2006: Мальта — Katrina Pavia (Топ 30) - 2012: Вьетнам — Trần Ngọc Lan Khuê (Топ 36) - 2013: Черногория — Nataša Milosavljević - 2013: Северная Македония — Emilija Rozman - 2014: Кот-д’Ивуар — Andréa N’Guessan (Топ 15) Miss Latinoamérica - 2012: Гондурас — Gabriela Salazar International Costa Maya Festival - 2015: Гондурас — Gabriela Salazar (Победительница) Supermodel International - 2015: Монголия — Anu Namshiryn (1-я Вице Мисс) Miss Tourism World - 2013: Румыния — Natalia Onet - 2014: Лесото — Relebohile Kobeli Miss Tourism International - 2009: Грузия — Nino Karalashvili - 2013: Панама — Diana Jaén - 2014: Парагвай — Giovanna Cordeiro (Топ 10) - 2014: Болгария — Veneta Krasteva Miss Tourism Queen International - 2015: Болгария — Veneta Krasteva Miss Trifino - 2013: Никарагуа — Stefanía Alemán Reina de Chone - 2013: Эквадор — Camila Marañón (Победительница) World Bikini Model International - 2014: Монголия — Anu Namshiryn (1-я Вице Мисс) Miss Pacific Islands - 2014: Самоа — Latafale Auva’a (Победительница) Reina Hispanoamericana - 2014: Коста-Рика — Angélica Reyes - 2013: Колумбия — María Alejandra López (Победительница) - 2010: Сальвадор — Marcela Santamaría Miss Caraibe Hibiscus - 2014: Колумбия — María Alejandra López (Победительница) Miss Asia Pacific World - 2014: Филиппины — Hillarie Danielle Parungao (3-я Вице Мисс) Asian Supermodel - 2012: Вьетнам — Trần Ngọc Lan Khuê (2-я Вице Мисс) |

### Другие примечание
- Испания первая победа.
- Австралия, Бразилия, Индонезия и Филиппины занимали пять placed in five consecutive editions.
- Нидерланды placed in four consecutive editions.
- Китай, Гайана, Россия, Шотландия, ЮАР, Южный Судан и Вьетнам placed in two consecutive editions.
- Франция, Ямайка и Испания последний раз размещены в 2013 году.
- Казахстан и Северная Ирландия последний раз размещены в 2012 году.
- Новая Зеландия последний раз размещены в 2011 году.
- Польша последний раз размещены в 2009 году.
- Эквадор последний раз размещены в 2007 году.
- Ливан последний раз размещены в 2006 году.

## Международная трансляция

### Интернет
- Австралия: Xbox Live[a]
- Франция: Xbox Live[b]
- США: PlayStation Vue,[c] Xbox Live[d]
- Worldwide: YouTube

### Телевидение
| - Алжир: LBC - Ангола: ZAP - Ангилья: Direct TV - Антигуа и Барбуда: Direct TV - Аргентина: Direct TV - Аруба: Direct TV - Австралия: E! - Багамские Острова: Direct TV - Бахрейн: LBC - Барбадос: Direct TV - Бермуды: E! - Боливия: Direct TV - Ботсвана: BTV - Бразилия: TVCOM - Виргинские Острова (Великобритания): Direct TV - Камбоджа: Hang Meas HDTV - Канада: E! - Острова Кайман: Direct TV - Чад: LBC - Чили: Direct TV - Китай: Phoenix TV - Колумбия: Direct TV - Коморы: LBC - Кюрасао: Direct TV - Джибути: LBC - Доминика: Direct TV - Доминиканская Республика: Direct TV - Эквадор: Direct TV - Египет: LBC - Сальвадор: Channel 2 - Англия: London Live - Фиджи: FBC - Франция: Paris Première - Французская Полинезия: France Télévisions - Габон: RTG 1 - Германия: E! - Гана: Millennium TV - Гибралтар: GBC - Гренада: Direct TV - Гваделупа: Direct TV - Гайана: France Télévisions - Гаити: Direct TV - Гондурас: Canal 5 - Гонконг: Phoenix TV - Индия: Zee Café - Индонезия: RCTI - Иран: Manoto 1 - Ирак: LBC - Ирландия: E! - Остров Мэн: E! - Ямайка: Direct TV - Иордания: LBC - Кения: Royal Media Group - Кувейт: LBC - Ливан: LBC - Ливия: LBC - Литва: UAB | - Мартиника: France Télévisions - Мавритания: LBC - Мексика: Televisa - Монголия: MNC - Монтсеррат: Direct TV - Мозамбик: ZAP - Нидерландские Антильские острова: E! - Новая Каледония: France Télévisions - Новая Зеландия: E! - Никарагуа: Canal 2 - Нигерия: Silverbird - Северная Ирландия: E! - Оман: LBC - Государство Палестина: LBC - Панама: Telemetro - Парагвай: Direct TV - Перу: Direct TV - Филиппины: GMA Network - Португалия: SIC - Пуэрто-Рико: Telemundo - Катар: LBC - Сент-Китс и Невис: Direct TV - Сент-Люсия: Direct TV - Сент-Винсент и Гренадины: La Tele - Саба: Direct TV - Самоа: TV 3 - Саудовская Аравия: LBC - Шотландия: E! - Сейшельские Острова: SBC - Сомали: LBC - ЮАР: SABC - Южный Судан: LBC - Сирия: LBC - Таиланд: BEC-TERO - Тринидад и Тобаго: Direct TV - Тунис: LBC - Теркс и Кайкос: Direct TV - ОАЭ: LBC - США: E! - Уругвай: Direct TV - Венесуэла: Venevisión - Вьетнам: VTV - Уэльс: E! - Йемен: LBC - Замбия: Kopala TV |

## Заметка
1. ↑  via Foxtel Play app
2. ↑  via Canal+/CanalSat app
3. ↑  Available in limited areas
4. ↑  Available in limited areas via AT&T U-Verse & TWC TV apps

## Примечание
1. ↑  Contestants | Miss World. www.missworld.com. Дата обращения: 14 ноября 2015. Архивировано 1 октября 2012 года.
2. ↑  Albania — Kristina BAKI Архивировано 23 января 2016 года.
3. ↑  Daniela Mirón cmonrowned Miss World Argentina 2015. Angelopedia (11 июля 2015). Дата обращения: 24 декабря 2015. Архивировано 12 июля 2015 года.
4. ↑  Nicole Van Tellingen is Miss World Aruba 2015. Angelopedia (23 августа 2015). Дата обращения: 24 декабря 2015. Архивировано 8 декабря 2015 года.
5. ↑  Tess Alexander is Miss World Australia 2015. Angelopedia (30 августа 2015). Дата обращения: 24 декабря 2015. Архивировано 8 декабря 2015 года.
6. ↑  Annika Grill is Miss Austria 2015. Angelopedia (3 июля 2015). Дата обращения: 24 декабря 2015. Архивировано 29 декабря 2015 года.
7. ↑  Miss Bahamas 2015 Winners. Angelopedia (14 сентября 2015). Дата обращения: 24 декабря 2015. Архивировано 4 марта 2016 года.
8. ↑  Miss Belgium 2015 winners. Angelopedia.com (10 января 2015). Дата обращения: 17 марта 2015. Архивировано 26 марта 2015 года.
9. ↑  Belize — Jasmin Jael RHAMDAS Архивировано 16 ноября 2015 года.
10. ↑  Alyssa Rose crowned Miss World Bermuda 2015. Angelopedia (6 июля 2015). Дата обращения: 24 декабря 2015. Архивировано 4 марта 2016 года.
11. ↑  Meet Vivian Serrano the newly crowned Miss Bolivia World 2015. Angelopedia (15 сентября 2015). Дата обращения: 24 декабря 2015. Архивировано 3 марта 2016 года.
12. ↑  Meet Marijana Markovic Miss Bosne i Herzegovine 2015. Angelopedia (29 сентября 2015). Дата обращения: 24 декабря 2015. Архивировано 3 марта 2016 года.
13. ↑  Seneo Paige Mabengano crowned Miss Botswana 2015. Angelopedia (1 октября 2015). Дата обращения: 24 декабря 2015. Архивировано 4 ноября 2015 года.
14. ↑  Catharina Choi Nunes is the new Miss Mundo Brasil 2015 (29 июня 2015). Дата обращения: 24 декабря 2015. Архивировано 16 декабря 2015 года.
15. ↑  Sasha Wintz crowned Miss World British Virgin Islands 2015. Angelopedia (5 октября 2015). Дата обращения: 24 декабря 2015. Архивировано 6 декабря 2015 года.
16. ↑  Bulgaria — Veneta KRASTEVA Архивировано 15 июля 2012 года.
17. ↑  Jessica Lydie Ngoua from Douala crowned Miss Cameroun 2015 (13 июля 2015). Дата обращения: 24 декабря 2015. Архивировано 3 марта 2016 года.
18. ↑  Fernanda Sobarzo crowned Miss Mundo Chile 2015. www.angelopedia.com. Angelopedia (5 сентября 2015). Дата обращения: 24 декабря 2015. Архивировано 4 марта 2016 года.
19. ↑  Yuan Lu is Miss World China 2015 (недоступная ссылка — история). tpnnews (12 ноября 2015).
20. ↑  María Alejandra López Pérez is Miss Mundo Colombia 2015. Angelopedia. Дата обращения: 5 сентября 2015. Архивировано 16 декабря 2015 года.
21. ↑  Reinas de Costa Rica crowned its winners. Angelopedia (28 августа 2015). Дата обращения: 24 декабря 2015. Архивировано 16 декабря 2015 года.
22. ↑  Andréa N’guessan crowned as Miss Côte d’Ivoire 2015 — Missosology. Дата обращения: 24 декабря 2015. Архивировано 4 марта 2016 года.
23. ↑  Maja Spahija crowned Miss Croatia World 2015 (13 июня 2015). Дата обращения: 24 декабря 2015. Архивировано 3 марта 2016 года.
24. ↑  Alexandra Krijger is Miss World Curacao 2015. Angelopedia (19 июля 2015). Дата обращения: 24 декабря 2015. Архивировано 3 марта 2016 года.
25. ↑  Evripidou, Constantina. Miss Kyprus 2014. Style Icon 247 (17 ноября 2014). Архивировано из оригинала 21 ноября 2014 года.
26. ↑  Andrea Kalousova, Meet Miss World Czech Republic 2015. www.angelopedia.com. Angelopedia (30 марта 2015). Дата обращения: 30 мая 2015. Архивировано 3 июня 2015 года.
27. ↑  Jessica Josephina Hvirvelkær crowned Miss Denmark 2015. Angelopedia (12 сентября 2015). Дата обращения: 24 декабря 2015. Архивировано 8 декабря 2015 года.
28. ↑  Miss Mundo Dominicana 2015. Times of Beauty (18 октября 2015). Дата обращения: 24 декабря 2015. Архивировано 17 ноября 2015 года.
29. ↑  Camila Marañon crowned Miss World Ecuador 2015. Angelopedia (2 августа 2015). Дата обращения: 24 декабря 2015. Архивировано 8 декабря 2015 года.
30. ↑  Mobile Uploads
31. ↑  Natasha Hemmings crowned Miss England 2015. Angelopedia (14 августа 2015). Дата обращения: 24 декабря 2015. Архивировано 17 декабря 2015 года.
32. ↑  Kisanet Teklehaimanot crowned Miss World Ethiopia 2015. Angelopedia (8 сентября 2015). Дата обращения: 24 декабря 2015. Архивировано 24 ноября 2015 года.
33. ↑  Brittany Hazelman crowned Miss World Fiji 2015 (25 июля 2015). Дата обращения: 24 декабря 2015. Архивировано 3 марта 2016 года.
34. ↑  Carola Miller Miss World Finland 2015. Angelopedia (13 апреля 2015). Дата обращения: 30 мая 2015. Архивировано 24 мая 2015 года.
35. ↑  Hinarere Taputu is the Miss World France 2015. Angelopedia (21 июня 2015). Архивировано из оригинала 20 июня 2015 года.
36. ↑  Miss Gabon 2015 Angelopedia. www.angelopedia.com. Дата обращения: 27 апреля 2015. Архивировано 24 ноября 2015 года.
37. ↑  Nuka Karalashvili is the new Miss Georgia 2015 [Georgia Country]. Angelopedia. Дата обращения: 2 ноября 2015. Архивировано 6 января 2016 года.
38. ↑  Albjona Muharremaj won Miss Germany 2015. awardgoesto.com. Award Goes To (4 октября 2015). Дата обращения: 24 декабря 2015. Архивировано из оригинала 6 октября 2015 года.
39. ↑  Hannah Bado crowned Miss World Gibraltar 2015. The Great Pageant Community (5 июля 2015). Дата обращения: 24 декабря 2015. Архивировано 8 декабря 2015 года.
40. ↑  Arlène Tacite crowned Miss World Guadeloupe 2015. Angelopedia (13 июля 2015). Дата обращения: 24 декабря 2015. Архивировано 3 марта 2016 года.
41. ↑  Aria Perez Theisen crowned Miss World Guam 2015 (23 сентября 2015). Дата обращения: 24 декабря 2015. Архивировано 27 октября 2015 года.
42. ↑  María José Larrañaga Miss World Guatemala 2015. Angelopedia (21 сентября 2015). Дата обращения: 24 декабря 2015. Архивировано 3 марта 2016 года.
43. ↑  Mama Aissata Diallo crowned Miss Guinea 2015. www.angelopedia.com. Angelopedia (4 января 2015). Дата обращения: 17 марта 2015. Архивировано 11 марта 2015 года.
44. ↑  Music Star Lisa Punch is Miss Guyana World 2015. www.thegreatpageantcommunity.com. The Great Pageant Community (27 июня 2015). Дата обращения: 24 декабря 2015. Архивировано 20 февраля 2016 года.
45. ↑  Seydina Allen crowned Miss Haiti 2015. Angelopedia (3 октября 2015). Дата обращения: 24 декабря 2015. Архивировано 3 марта 2016 года.
46. ↑  Gabriela Salazar crowned Miss Honduras Mundo 2015. www.angelopedia.com. Angelopedia (27 июля 2015). Дата обращения: 24 декабря 2015. Архивировано 24 ноября 2015 года.
47. ↑  Daniella Kiss is Miss World Hungary 2015. www.thegreatpageantcommunity.com. The Great Pageant Community (22 июня 2015). Архивировано из оригинала 24 ноября 2015 года.
48. ↑  Arna Ýr Jónsdóttir crowned Miss Iceland 2015. Angelopedia (5 сентября 2015). Дата обращения: 24 декабря 2015. Архивировано 24 ноября 2015 года.
49. ↑  Aditi Arya crowned Femina Miss India 2015. Angelopedia (29 марта 2015). Архивировано 4 апреля 2015 года.
50. ↑  Maria Harfanti crowned Miss Indonesia 2015. Angelopedia (17 февраля 2015). Дата обращения: 17 марта 2015. Архивировано 21 марта 2015 года.
51. ↑  Sacha Livingston crowned Miss Ireland 2015. Angelopedia (29 августа 2015). Дата обращения: 24 декабря 2015. Архивировано 3 марта 2016 года.
52. ↑  Miss World Italy 2015 Winners. Angelopedia (14 июня 2015). Архивировано из оригинала 2 июля 2015 года.
53. ↑  Sanneta Myrie crowned Miss Jamaica World 2015 (16 августа 2015). Архивировано из оригинала 18 сентября 2015 года.
54. ↑  Chika Nakagawa Miss World Japan 2015. Angelopedia (15 сентября 2015). Дата обращения: 24 декабря 2015. Архивировано 19 ноября 2015 года.
55. ↑  Almaty beauty is Miss Kazakhstan 2014. Missosology. Дата обращения: 14 декабря 2014. Архивировано 5 апреля 2015 года.
56. ↑  Charity Mwangi crowned Miss World Kenya 2015. Angelopedia (18 октября 2015). Дата обращения: 24 декабря 2015. Архивировано 21 декабря 2015 года.
57. ↑  Eun-ju is Miss World Korea 2015|publisher=The Great Pageant Community|date= 14 July 2015 (недоступная ссылка)
58. ↑  Tattybubu Samidin-kyzy crowned Miss Kyrgyzstan 2015. The Great Pageant Community (22 июля 2015). Дата обращения: 24 декабря 2015. Архивировано 8 декабря 2015 года.
59. ↑  Toledo, Edwin. Mis un Misters Latvija 2014. Times of Beauty (31 июля 2014). Дата обращения: 17 марта 2015. Архивировано 25 апреля 2015 года.
60. ↑  Queen Valerie Abou Chacra reigns as Miss Lebanon 2015|publisher=albawaba|date= 13 October 2015. Дата обращения: 27 сентября 2019. Архивировано из оригинала 8 октября 2016 года.
61. ↑  Network, The Pageant. Miss Lesotho 2014. www.thepageantnetwork.com (28 декабря 2014). Дата обращения: 17 марта 2015. Архивировано 12 января 2015 года.
62. ↑  Emilija Rozman is Miss World Macedonia 2015. Angelopedia (2 ноября 2015). Дата обращения: 24 декабря 2015. Архивировано 6 января 2016 года.
63. ↑  Brynn Lovett crowned Miss World Malaysia 2015 (29 августа 2015). Архивировано 30 августа 2015 года.
64. ↑  Katrina Pavia crowned Miss World Malta 2015 (3 мая 2015). Дата обращения: 30 мая 2015. Архивировано 19 мая 2015 года.
65. ↑  Toledo, Edwin. Miss Mauritius 2014. Times of Beauty (29 июня 2014). Дата обращения: 17 марта 2015. Архивировано 28 февраля 2015 года.
66. ↑  Yamelin Ramírez to represent Mexico at Miss World 2015. Angelopedia.com. Дата обращения: 24 октября 2014. Архивировано 27 марта 2015 года.
67. 1 2  Anastasia Iacub crowned Miss Moldova 2015. Angelopedia (28 мая 2015). Дата обращения: 30 мая 2015. Архивировано 30 мая 2015 года.
68. ↑  Nataša Milosavljević Miss Montenegro 2015. Angelopedia (6 июля 2015). Дата обращения: 24 декабря 2015. Архивировано 3 марта 2016 года.
69. ↑  Khin Yadanar Thein Myint crowned Miss Myanmar World 2015. Angelopedia (12 июля 2015). Дата обращения: 24 декабря 2015. Архивировано 3 марта 2016 года.
70. ↑  Miss Nambia 2015 Steffi Van Wyk. www.angelopedia.com. Angelopedia (8 августа 2015). Дата обращения: 24 декабря 2015. Архивировано 3 марта 2016 года.
71. ↑  Evana Manandhar crowned Miss Nepal 2015. www.angelopepdia.com. Angelopedia (18 апреля 2015). Дата обращения: 30 мая 2015. Архивировано 27 мая 2015 года.
72. ↑  Margot Hanekamp will represent Netherlands at Miss World 2015. www.angelopepdia.com. Angelopedia (28 октября 2015). Дата обращения: 24 декабря 2015. Архивировано 6 декабря 2015 года.
73. ↑  Miss World New Zealand 2015. The Great Pageant Community (25 апреля 2015). Дата обращения: 24 декабря 2015. Архивировано 22 ноября 2015 года.
74. ↑  Nicaragua, La Prensa. Miss Mundo Nicaragua 2015. La Prensa Nicaragua (4 октября 2014). Дата обращения: 17 марта 2015. Архивировано 25 октября 2021 года.
75. ↑  Unoaku Anyadike Crowned Miss World Nigeria 2015. Angelopedia (26 октября 2015). Дата обращения: 24 декабря 2015. Архивировано 8 декабря 2015 года.
76. ↑  Miss Northern Ireland 2015 is Leanne McDowell. The Great Pageant Community (12 мая 2015). Дата обращения: 24 декабря 2015. Архивировано 8 декабря 2015 года.
77. ↑  Fay Teresa Valbekk crowned Miss World Norway 2015. www.angelopedia.com. Angelopedia (16 ноября 2015). Дата обращения: 24 декабря 2015. Архивировано 17 ноября 2015 года.
78. ↑  Miss Panama 2015 Winners. Angelopedia (25 августа 2015). Дата обращения: 24 декабря 2015. Архивировано 3 марта 2016 года.
79. ↑  Giovanna Cordeiro Miss World Paraguay 2015. Angelopedia (21 сентября 2015). Дата обращения: 24 декабря 2015. Архивировано 26 октября 2015 года.
80. ↑  Conoce a Karla Chocano, la Nueva Miss Perú Mundo 2015 (FOTOS) | Foto 1 de 8 | Diario Correo. Дата обращения: 24 декабря 2015. Архивировано 8 декабря 2015 года.
81. ↑  Hillarie Danielle Parungao crowned Miss World Philippines 2015. Angelopedia (18 октября 2015). Дата обращения: 24 декабря 2015. Архивировано 6 декабря 2015 года.
82. ↑  Miss World Poland 2015 Winners. Angelopedia (5 октября 2015). Дата обращения: 24 декабря 2015. Архивировано 9 декабря 2015 года.
83. ↑  Rafaela Pardete crowned Miss World Portugal 2015. Angelopedia (15 сентября 2015). Дата обращения: 24 декабря 2015. Архивировано 25 ноября 2015 года.
84. ↑  Keysi Marie Vargas crowned Miss Mundo de Puerto Rico 2015. Angelopedia (9 августа 2015). Дата обращения: 24 декабря 2015. Архивировано 21 декабря 2015 года.
85. ↑  Natalia Onet crowned Miss World Romania 2015. www.angelopedia.com. Angelopedia (22 октября 2015). Дата обращения: 24 декабря 2015. Архивировано 26 ноября 2015 года.
86. ↑  Sofia Nikitchuk crowned Miss Russia 2015. www.angelopedia.com. Angelopedia (19 апреля 2015). Дата обращения: 30 мая 2015. Архивировано 27 мая 2015 года.
87. ↑  Latafale Auva'a Miss Samoa to compete at the Miss World 2015 pageant. Angelopedia (27 июля 2015). Дата обращения: 24 декабря 2015. Архивировано 23 ноября 2015 года.
88. ↑  Mhairi Fergusson crowned Miss Scotland 2015 (28 августа 2015). Дата обращения: 24 декабря 2015. Архивировано 21 декабря 2015 года.
89. ↑  EPK. (FOTO) IZBOR ZA MIS 2014: Košarkašica Marija Ćetković (20) najlepša je Srpkinja! Kurir. Дата обращения: 14 декабря 2014. Архивировано 16 октября 2014 года.
90. ↑  Linne Freminot crowned Miss Seychelles 2015. Angelopedia (31 мая 2015). Дата обращения: 20 декабря 2015. Архивировано 3 марта 2016 года.
91. ↑  Charity Lu Lu Seng is Miss Singapore World 2015. www.angelopedia.com. Angelopedia (23 октября 2015). Дата обращения: 24 декабря 2015. Архивировано 29 декабря 2015 года.
92. ↑  Miss Slovensko 2015 winner is Lujza Strakova. The Great Pageant Community (24 апреля 2015). Дата обращения: 24 декабря 2015. Архивировано 9 января 2016 года.
93. ↑  Mateja Kociper crowned Miss Slovenia 2015. Angelopedia (11 сентября 2015). Дата обращения: 24 декабря 2015. Архивировано 25 ноября 2015 года.
94. ↑  Miss South Africa 2015: Official Thread. www.angelopedia.com (29 марта 2015). Дата обращения: 30 мая 2015. Архивировано 9 октября 2019 года.
95. ↑  Ajaa Kiir Monchol crowned Miss World South Sudan 2015. Angelopedia (28 сентября 2015). Дата обращения: 24 декабря 2015. Архивировано 3 марта 2016 года.
96. ↑  Mireia Lalaguna from Barcelona crowned Miss World Spain 2015. Angelopedia (26 октября 2015). Дата обращения: 24 декабря 2015. Архивировано 9 октября 2019 года.
97. ↑  Thilini Amarasuriya won Siyatha Miss World Sri Lanka 2015. www.angelopedia.com. Angelopedia (7 октября 2015). Дата обращения: 24 декабря 2015. Архивировано 3 марта 2016 года.
98. ↑  MISS WORLD ST KITTS & NEVIS 2015 is ... Jackiema Flemming. www.thegreatpageantcommunity.com. The Great Pageant Community. Дата обращения: 24 декабря 2015. Архивировано 8 декабря 2015 года.
99. ↑  Natalia Fogelund crowned Miss World Sweden 2015. The Great Pageant Community (3 мая 2015). Дата обращения: 24 декабря 2015. Архивировано 24 ноября 2015 года.
100. ↑  Toledo, Edwin. Miss Tanzania 2014. Times of Beauty (9 ноября 2014). Дата обращения: 17 марта 2015. Архивировано 11 марта 2015 года.
101. ↑  Thunchanok Moonnilta crowned Miss Thailand World 2015 (16 августа 2015). Дата обращения: 24 декабря 2015. Архивировано 3 марта 2016 года.
102. ↑  Kimberly Farah Singh crowned Miss World Trinidad & Tobago 2015. www.angelopepdia.com. Angelopedia (26 июля 2015). Дата обращения: 20 декабря 2015. Архивировано 20 ноября 2015 года.
103. ↑  Marwa Heny replaces Rawia-Djbeli as Miss Tunisie 2015. Angeloepdia (13 октября 2015). Дата обращения: 24 декабря 2015. Архивировано 24 ноября 2015 года.
104. ↑  Ecem Çirpan crowned Elidor Miss Turkey 2015. Angelopedia (12 июня 2015). Дата обращения: 24 декабря 2015. Архивировано 24 ноября 2015 года.
105. ↑  Nakiyaga Zahara Muhammad crowned Miss Uganda 2015. Angelopedia (11 июля 2015). Дата обращения: 24 декабря 2015. Архивировано 23 сентября 2015 года.
106. ↑  Khrystyna Stoloka crowned Miss World Ukraine 2015. www.angelopedia.com. Angelopedia (21 сентября 2015). Дата обращения: 24 декабря 2015. Архивировано 29 октября 2015 года.
107. ↑  Victoria Mendoza crowned Miss World America 2015. The Great Pageant Community (4 июля 2015). Дата обращения: 24 декабря 2015. Архивировано 29 октября 2015 года.
108. ↑  Sherika De Armas crowned Miss Mundo Uruguay 2015. Angelopedia (28 апреля 2015). Дата обращения: 30 мая 2015. Архивировано 30 мая 2015 года.
109. ↑  Miss US Paradise - Home. Дата обращения: 24 декабря 2015. Архивировано 21 марта 2022 года.
110. ↑  Anyela Galante Salerno crowned Miss Venezuela Mundo 2015. Angelopedia (5 июля 2015). Дата обращения: 24 декабря 2015. Архивировано 27 октября 2015 года.
111. ↑  Miss World Vietnam 2015. Belleza Venezolana (5 января 2015). Дата обращения: 24 декабря 2015. Архивировано 4 января 2020 года.
112. ↑  Miss Wales 2015 Emma Jenkins. www.angelopepdia.com. Angelopedia (8 марта 2015). Дата обращения: 17 марта 2015. Архивировано 11 марта 2015 года.
113. ↑  http://www.timesofbeauty.com/2014/10/miss-zambia-2014.html%7Cdate=13 February 2015
114. ↑  http://allafrica.com/stories/201506110065.html%7Cdate=11 (недоступная+ссылка) June 2015